# Мартовски устав (Аустрија)
Мартовски устав, такође назван „Наметнути мартовски устав” или „Стадионски устав” (мађ. olmützi alkotmány или oktrojált alkotmány) био је устав Аустријског царства проглашен од стране министра унутрашњих послова грофа Франца Стадиона између 4. и 7. марта 1849. године. Иако је проглашен неопозивим, на крају је повучен Новогодишњим патентом (Silvesterpatent) цара Франца Јозефа I 31. децембра 1851. године. Назван Стадионским уставом наглашавао је моћ монарха; такође је обележио пут неоапсолутизма на територијама под хабзбуршким влашћу. Он је предухитрио Кремсијеров устав Кремзиерског парламента. Овакво стање ствари ће трајати до Октобарске дипломе од 20. октобра 1860. и каснијег фебруарског патента од 26. фебруара 1861. године.

## Мађарска
Франц Јозеф, у то време тек именовани цар Аустрије, одбио је да прихвати реформе мађарских априлских закона, па их је опозвао. Ово би се могло сматрати неуставним актом, јер је законе већ потписао његов претходник Фердинанд I, а монарх није имао право да опозива парламентарне законе који су већ потписани. Међутим, за разлику од свог ујака који је био везан заклетвама које је дао, Франц Јозеф се није заклео Мађарској, па није био подложан ограничењима наметнутим Фердинанду. Мартовски устав је повратио власт Хабзбурга након уступака које је учинио током револуција 1848. Устав је прихватила Царска скупштина Аустрије. Мартовским уставом је такође покушано да се укине Мађарска скупштина и историјски устав Мађарске.  Укидање мађарских априлских закона и смањење територије и традиционалног статуса Мађарске представљали су егзистенцијалну претњу за мађарску државу, подстакли су обнову Мађарске револуције.
Дана 7. марта 1849. године, царском прокламацијом издатом у име цара Фрање Јосифа установљен је јединствени устав за царство. Према прогласу, традиционална територија Мађарске Краљевине би била подељена и под управом пет одвојених војних округа, док би Кнежевина Трансилванија била поново успостављена.

### Проблеми легитимитета Франца Јозефа у Мађарској
Са правне тачке гледишта, према крунидбеној заклетви, крунисани мађарски краљ не може за живота да абдицира са престола. Ако је краљ жив и није у стању да обавља своју дужност као владара, регент је морао да преузме краљевске дужности. Уставно, његов ујак Фердинанд је остао легални краљ Мађарске. Ако не постоји могућност да се престо аутоматски наследи због смрти претходног краља (краљ Фердинанд је још био жив), али монарх жели да се одрекне престола и постави другог краља пре своје смрти, технички је остало само једно законско решење: парламент је имао моћ да свргне краља и изабере његовог наследника за новог краља. Због правних и војних тензија, мађарски парламент није понудио ту услугу Францу Јозефу. Овај догађај дао је повод за побуну. Од овог пута до слома револуције, Лајош Кошут (као изабран за регента-председника) постао је дефакто и дејуре владар Мађарске.

## Војводство Србија
Устав је у 72. члану прописивао да ће будуће Војводство Србија бити уређено као посебна административна област, што је било од посебног значаја за регулисање правног статуса Српске Војводине, проглашене у пролеће 1848. године, на Мајској скупштини у Сремским Карловцима.

## Спољашња веза
- Аустријски устав од 4. марта 1849. године (изворни немачки текст)